# Аварія MD-83 у Києві
Аварія MD-83 у Києві — авіаційна аварія, що сталася 14 червня 2018 року. Пасажирський авіалайнер McDonnell Douglas MD-83 української авіакомпанії Bravo Airways виконував міжнародний рейс BAY4406 за маршрутом Анталія — Київ, але після посадки на мокру ЗПС київського аеропорту Жуляни літак викотився за її межі на траву. Зі 175 осіб, що перебували на його борту (169 пасажирів і 7 членів екіпажу), ніхто не загинув, але 9 осіб отримали поранення.

## Літак
McDonnell Douglas MD-83 (реєстраційний номер UR-CPR, заводський 49946, серійний 1898) був випущений в 1991 році (перший політ здійснив 18 липня). У вересні того ж року літак було передано авіакомпанії Guinness Peat Aviation (у ній змінив три бортові номери — EI-CCC, N946MD і N584MS), від неї здавався в лізинг авіакомпаніям Avianca (з 25 березня 1992 року по 7 квітня 2005 року та з 1 травня 2007 року по 10 жовтня 2009 року) та SAM Colombia (з 7 квітня 2005 року до 1 травня 2007 року). 10 жовтня 2009 року був куплений авіакомпанією Air Manila (борт RP-C7703), від неї 15 липня 2012 року перейшов в авіакомпанію Astro Air International (борт RP-C8708). 29 листопада 2016 року авіалайнер було продано авіакомпанії Bravo Airways і його б/н змінився на UR-CPR. Оснащений двома турбореактивними двигунами Pratt & Whitney JT9D-219. На день аварії здійснив 46 810 циклів «зліт-посадка» та налітав 43 105 годин.

## Екіпаж
- Командир повітряного судна (КПС) — 45 років, дуже досвідчений пілот, налітав 11548 годин (2639 з них як КПС), 5580 з них на McDonnell Douglas MD-83.
- Другий пілот — 58 років, дуже досвідчений пілот, налітав 12514 годин, 3580 з них на McDonnell Douglas MD-83.

У салоні літака також працювало 5 бортпровідників.

## Хронологія подій
Рейс BAY4406 вилетів з Анталії о 15:41 за місцевим часом із затримкою 6 годин (причиною затримки авіакомпанія назвала неприбуття літака), на його борту перебувало 7 членів екіпажу та 169 пасажирів. Набір висоти та політ на ешелоні відбувалися у штатному режимі.
Виконання посадки у київському аеропорту Жуляни виконувалось в умовах грози. О 17:40 за місцевим часом літак торкнувся шасі ЗПС і на відстані 1260 метрів від початку смуги викотився вліво. Внаслідок аварії літак отримав значні пошкодження, у тому числі в області силових елементів конструкції (за повідомленнями пресслужби аеропорту Жуляни, згодом літак було відправлено на утилізацію). Ніхто зі 175 осіб на його борту не загинув, 9 осіб отримали серйозні травми та пошкодження.

## Розслідування
Розслідування причин аварії проводило НБРАП.
Остаточний звіт розслідування було опубліковано 14 червня 2019 року.
Відповідно до звіту, причиною аварії став людський фактор. Пілоти здійснили нестабільний захід на посадку, не випустили спойлери та не змогли правильно застосувати реверс. Супутніми факторами були названі погані погодні умови та неякісно проведені політна та передполітна підготовка.

## Подальша доля літака
10 грудня 2019 року потерпілого літака було переміщено на територію київського державного музею авіації. Правовий статус літака досі є невизначеним.